# Elecciones estatales extraordinarias de Michoacán de 2012
Las elecciones municipales de Morelia, Michoacán de 2012 se llevó a cabo de manera extraordinaria el domingo 1 de julio de 2012, y en ellas se renovó:
- Alcaldía de Morelia. Titular del Poder Ejecutivo y del Estado, electos para un periodo de tres años no reelegibles en ningún caso. El candidato electo fue Wilfrido Lázaro Medina de la coalición Compromiso por Michoacán.

## Resultados Federales: Presidente
|  | 20.52 % |

|  | 43.11 % |

|  | 31.38 % |

|  | 2.09 % |

|  | 0.06 % |

|  | 4.42 % |

|  | 100.00 % |

## Anulación de las Elecciones de Morelia de 2011
Las Elecciones del Municipio de Morelia se llevaron a cabo el 13 de noviembre de 2011 durante las Elecciones estatales en Michoacán de 2011, donde se renovaron los cargos de Gobernador Constitucional del Estado de Michoacán de Ocampo, 40 diputados al Congreso de Michoacán y otros 111 municipios, de 113 pues en el municipio de Cherán no se llevaron a cabo elecciones. Y el 2 de noviembre muere asesinado por herida de arma de fuego Ricardo Guzmán Romero.
En el municipio de Morelia los resultados oficiales fueron los siguientes:
| Candidato                                     | Votos   | %      |
| --------------------------------------------- | ------- | ------ |
| PAN/PANAL - Marko Antonio Cortés Mendoza      | 104,142 | 39.76% |
| PRI/PVEM - Wilfrido Lázaro Medina             | 104,514 | 39.90% |
| PRD/PT - Genovevo Figueroa Zamudio            | 39,306  | 15.01% |
| Movimiento Ciudadano Ana Lilia Guillén Quiroz | 3,858   | 1.47%  |
| No registrados                                | 278     | 0.11%  |
| Nulos                                         | 9,820   | 3.75%  |
| Total                                         | 261,918 | 100.0% |

El Instituto Electoral de Michoacán (IEM) anterior a las elecciones había aprobado el conteo voto por voto en caso de que las diferencias entre candidatos fueran de 1% o menos de las votaciones totales, por lo que el IEM procedió al recuento de votos finalizando el 24 de noviembre de 2011 refrendando el triunfo de Wilfrido Lázaro Medina de la candidatura común Partido Revolucionario Institucional y Partido Verde Ecologista de México.
El candidato del Partido Acción Nacional, Marko Cortés Mendoza impungó el resultado de esta elección ante el Tribunal Electoral del Estado de Michoacán, pero éste validó al resultado, por lo que la impugnación del Acción Nacional fue dirigida al Tribunal Electoral del Poder Judicial de la Federación, el cual mediante su Sala Regional con Sede en Toluca, el día 28 de diciembre de 2011, anuló la elección para Alcalde en el Municipio de Morelia. El argumento para la anulación fue que el PRI realizó violaciones graves al artículo 41 de la Constitución Política de los Estados Unidos Mexicanos, entre otros fueron dos puntos detallados, el primero fue la presencia del candidato Wilfrido Lázaro Medina en una transmisión por televisión por cable del cierre de campaña del candidato a gobernador cuando los tiempos de campaña para alcaldes ya habían terminado, y el segundo fue la presencia del logo del PRI en los pantaloncillos del boxeador mexicano Juan Manuel Márquez en una pelea contra el filipino Manny Pacquiao también durante el periodo de veda de campaña lo que, a juicio de la Sala Regional del Tribunal Electoral, influyó en la decisión de los votantes.

### Convocatoria a Elecciones Extraordinarias
La Tribunal Electoral del Poder Judicial de la Federación declaró la nulidad de las elecciones de Morelia y notificó al Instituto Electoral de Michoacán para que convocara nuevas según las fechas constitucionales. Mientras tanto el Encargado de la Presidencia Municipal es el empresario Manuel Nocetti Tiznado, Presidente del Consejo Ciudadano, quien fue designado por el Congreso del Estado como interino. Se registraron desacuerdos en la discusión para la nueva fecha, sobre todo por parte del Partido de la Revolución Democrática que proponía empatar la elección con las Elecciones federales en México de 2012 el 1 de julio de 2012, sin embargo la fecha aprobada por el IEM fue el 3 de junio de 2012 con un costo de 25 millones de pesos.

### Resultado electoral
|  | 42.02 % |

|  | 44.46 % |

|  | 10.22 % |

|  | 0.11 % |

|  | 3.19 % |

|  | 100.00 % |

## Elecciones internas de los partidos políticos

### Partido Acción Nacional
Por el Partido Acción Nacional, el excandidato a la alcaldía y senador Marko Cortés reafirmó su aspiración de retomar la candidatura de su partido para los comicios. Por su parte, el exprecandidato a la misma alcaldía y diputado local Alfonso Martínez Alcázar, quien anteriormente salió de la contienda interna cuando Marko Cortés fue designado como candidato de unidad, también ha manifestado sus intereses por ser el abanderado de Acción Nacional para Morelia.
A su vez, se han manifestado para contender el exalcalde de Morelia Salvador López Orduña y la diputada federal Laura Suárez.

### Partido Revolucionario Institucional
El PRI quien había resultado ganador hasta la anulación de los comicios ratificó al exdiputado local Wilfrido Lázaro Medina como candidato para la presidencia de Morelia.